# Peter Weiss
Pour les articles homonymes, voir Weiss.
Peter Ulrich Weiss, appelé aussi Sinclair (Neubabelsberg près de Berlin, 8 novembre 1916 - Stockholm, 10 mai 1982), est un écrivain et dramaturge allemand de nationalité suédoise, également cinéaste, peintre et graphiste.

## Biographie
Fils d'un petit industriel juif, Peter Weiss naît dans la banlieue de Berlin où il passe son enfance et son adolescence. À l'arrivée d'Hitler au pouvoir, sa famille se réfugie à Londres, avant de déménager en Tchécoslovaquie et, peu avant la Seconde Guerre mondiale, en Suède.

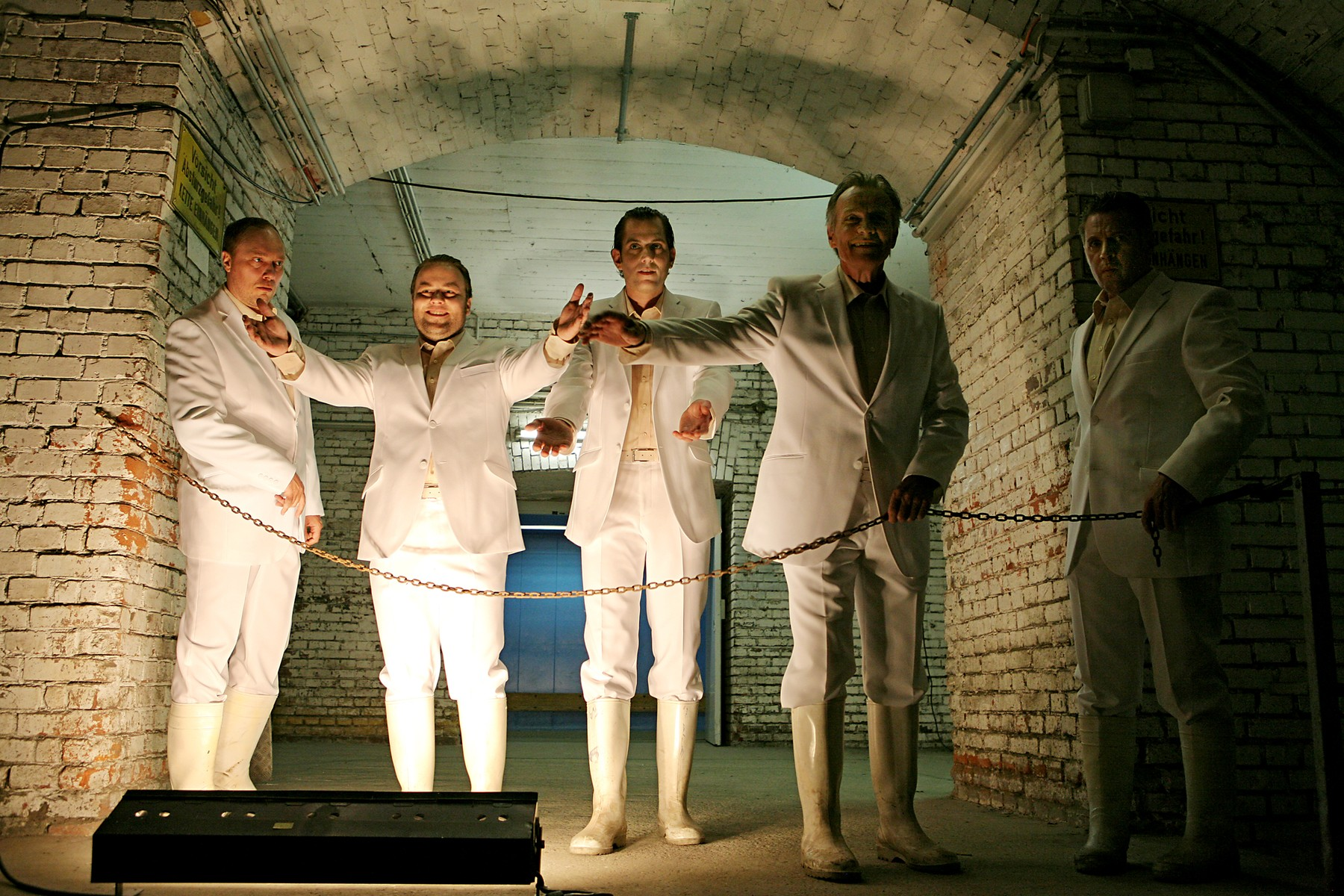
L'Instruction, Théâtre d'État de Nuremberg, Reichsparteitagsgelände, juin 2009, metteuse en scène : Kathrin Mädler (photographe : Marion Bührle).

En 1949, Peter Weiss lance en compagnie d'autres jeunes artistes l’Experimental Film Studio et réalise, entre 1952 et 1955 une série de films expérimentaux, la série des « études » (Studie), qui porte la marque de l'influence surréaliste. Il abandonnera la réalisation cinématographique en 1962.
Il commence sa carrière littéraire en écrivant en suédois, puis plus tard en allemand. Il reçoit en 1962 le prix Charles-Veillon pour Fluchtpunkt (Point de fuite). Il connaît un succès international avec sa pièce La Persécution et l'Assassinat de Jean-Paul Marat représentés par le groupe théâtral de l'hospice de Charenton sous la direction de Monsieur de Sade (en allemand Die Verfolgung und Ermordung Jean Paul Marats dargestellt durch die Schauspielgruppe des Hospizes zu Charenton unter Anleitung des Herrn de Sade, 1964).
Entre 1963 et 1965, il assiste au Procès de Francfort, procès de vingt-deux responsables du camp d'extermination d'Auschwitz et rédige à partir de ses notes L'Instruction (1965), pièce de théâtre avec laquelle il fonde une nouvelle esthétique, le théâtre documentaire, dont il développe la théorie dans ses Notes sur le théâtre documentaire (1967).
Il meurt à Stockholm en 1982, peu de temps après avoir terminé le troisième tome de son grand roman L'Esthétique de la résistance (1974-1981). Le prix Büchner lui est décerné à titre posthume.

## Œuvres

### Livres traduits en français
- Point de fuite (traduit de l'allemand par Jean Baudrillard), roman, 1964.
- Marat-Sade (traduit de l'allemand par Jean Baudrillard), théâtre, Le Seuil, 1965 dont un film réalisé par Peter Brook a été tiré en 1967[3].
- L’Instruction (traduit de l'allemand par Jean Baudrillard), théâtre (oratorio en onze chants), Le Seuil, 1966. Nouvelle édition établie par Thibaud Croisy, suivie d'une postface et augmentée par Ma localité, Laocoon ou les limites de la langue et les Notes sur le théâtre documentaire, L'Arche éditeur, 2023.
- Discours sur la genèse et le déroulement de la très longue guerre de libération du Vietnam illustrant la nécessité de la lutte armée des opprimés contre leurs oppresseurs ainsi que la volonté des États-Unis d'Amérique d'anéantir les fondements de la Révolution (traduit de l'allemand par Jean Baudrillard), théâtre, Seuil, 1968.
- Réponse à Johnson sur les bombardements limités ou l'Escalade U.S. au Vietnam d'avril à juin 1968, Seuil, collection « Combats », 1968.
- Notes sur la vie culturelle en République démocratique du Vietnam (traduit de l'allemand par Michel Bataillon), théâtre, collection « Combats », Seuil, 1969.
- Chant du fantoche lusitanien (Gesang vom lusitanischen Popanz, traduit de l'allemand par Jean Baudrillard), théâtre, Le Seuil, 1968.
- Comment monsieur Mockinpott fut libéré de ses tourments (traduit de l'allemand par Michel Bataillon), théâtre, Le Seuil, 1969.
- La Nuit des visiteurs (traduit de l'allemand par Armand Jacob), théâtre, Le Seuil, 1970.
- Trotsky en exil (traduit de l'allemand par Philippe Ivernel), théâtre, Le Seuil, 1970.
- Hölderlin (traduit de l'allemand par Philippe Ivernel), théâtre, Le Seuil, 1971.
- L’Esthétique de la résistance (traduit de l'allemand par Éliane Kaufholz-Messmer), roman (3 tomes), Klincksieck, 1989-1993.
- Cinéma d’avant-garde (traduit du suédois par Catherine de Seynes), essais, L'Arche, 1990.
- Du palais idéal à l'enfer ou du facteur cheval à Dante (traduit de l'allemand par Éliane Kaufholz-Messmer), essais, Kimé, 2000.
- Le Duel (traduit de l'allemand par Alban Lefranc), roman, Melville, 2006.
- L'Ombre du corps du cocher (traduit de l'allemand par Alban Lefranc), roman, Perturbations, 2008.

### Filmographie
- Studie I: Uppvaknandet (1952)
- Studie II: Hallucinationer (1952)
- Studie III (1953)
- Studie IV: Frigörelse (1955)
- Studie V: Växelspel (1955)
- Enligt lag,  coréalisé par Hans Nordenström (1957) [4].
- Was machen wir jetzt ? (1958)
- Hägringen (1959)
- Svenska flickor i Paris / Paris Playgirl. (Eine Schwedin in Paris) (1962)

## Adaptation
En 2024, RP Kahl réalise L'Instruction (de) adapté de la pièce du même nom.